# Stockholm School of Entrepreneurship

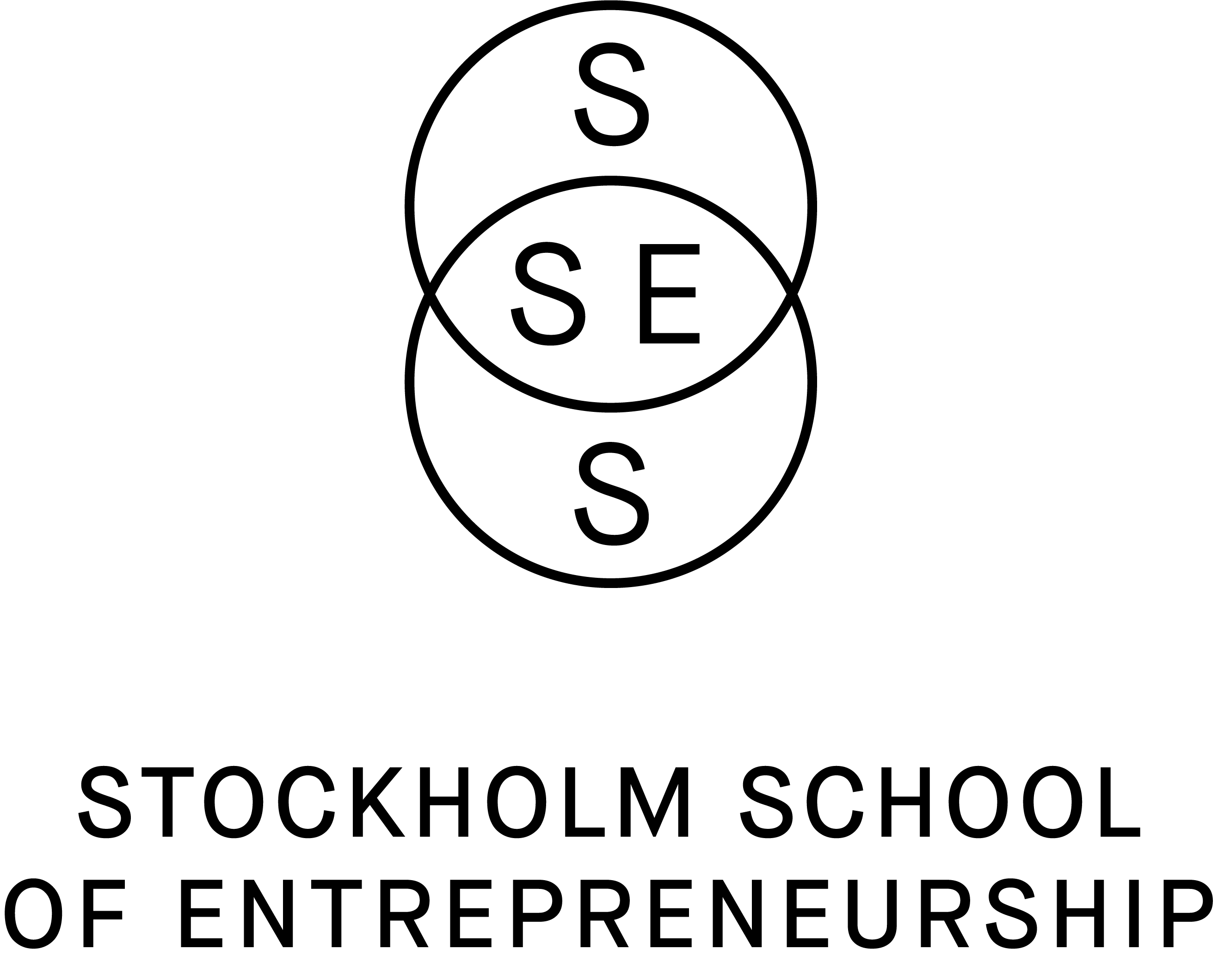
Stockholm School of Entrepreneurship

Stockholm School of Entrepreneurship (SSES) är ett samarbete mellan sex skolor i Stockholm, Sverige: Handelshögskolan i Stockholm (HHS), Karolinska Institutet (KI), Konstfack, Kungl. Tekniska högskolan (KTH), Kungl. Musikhögskolan (KMH) och Stockholms universitet. SSES etablerades för att förse studenter från medlemsuniversiteten med utbildning och utveckling inom tillämpad entreprenörskap.
SSES erbjuder akademiskt godkända kurser i entreprenörskap samt ett brett urval av föreläsningar, seminarier och evenemang.

## Historia
Skolans ursprung kan spåras tillbaka till kurser som hölls på Kungl. Tekniska högskolan och Handelshögskolan i Stockholm under 1990-talet.
SSES grundades av Handelshögskolan i Stockholm, Karolinska institutet och Kungl. Tekniska högskolan  för att utveckla en integrerad läroplan i entreprenörskap.
En donation från Familjen Erling-Perssons stiftelse tillät skolan att etablera sig som en oberoende organisation 1999. Ytterligare en donation från stiftelsen gjordes 2002, vilket möjliggjorde för Konstfack att bli det fjärde medlemsinstitutet. 2009, då Stockholms universitet gick med i SSES, mottogs ytterligare en donation från Familjen Erling-Perssons stiftelse.
Niclas Adler var medgrundare och var första VD 1998–2000.

## Organisation
SSES är strukturerad som en medlemsbaserad, ideell organisation där rektorerna från medlemsskolorna agerar valbara medlemmar för organisationen.
SSES styrelse representerar medlemsinstitutionerna och representanter från näringslivet. SSES består av ungefär 20 lärare och anställda. Mer än 160 gästföreläsare, rådgivare och coacher från hela världen deltar i organisationens utbildningsprogram varje år.
VD för SSES är Rasmus Rahm.

## Partnerskolor
SSES flera internationella akademiska partners, bland annat Design London (Imperial College London & Royal College of Art), Institute of Design at Stanford, National Institute of Design (Indien), London Business School (LBS), SDA Bocconi, EM Lyon, ALBA Graduate Business School, San Diego State University, University of Texas, Aalto Centre for Entrepreneurship, IESE Business School på Navarra universitet.